# 傅雷家书
《傅雷家書》是编纂傅雷、朱梅馥夫婦致儿子傅聪、傅敏书信而成的書信集。此書由出版家范用促成，傅敏編撰，1981年8月由生活·讀書·新知三聯書店出版社第一次出版，書中英文及法文書信由香港中文大學教授金聖華翻譯。

## 內容
《傅雷家書》收錄了傅雷及其夫人朱梅馥寫给他們的儿子傅聪和傅敏的186封书信，最長的一封信長達七千多字。內容大約寫於1954年1月到1966年5月（几乎直至傅雷夫妇去世前）。由於文化大革命的破壞，寫給傅敏的家書遭損毀，因此此書主要收錄傅聰保存在中國國外的書信。《傅雷家书》成书之後流傳甚廣。
根據傅雷自己所說，寫信的主要目的是：
1. 讨论艺术以及中国古典文化；
2. 激发青年人的感想；
3. 训练傅聪的文笔和思想；
4. 做一面忠实的“镜子”；
5. 指导儿子的生活。

信中的内容，除了生活琐事之外，更多的是谈论艺术与人生。

### 第一封信
1954年因傅聰赴波蘭參加在華沙舉行的第五屆蕭邦國際鋼琴比賽，1月17日其全家在上海火車站送別傅聰，而第一封家書日期注為“一九五四年一月十八日晚”。

## 獲獎情況
- 全国首届优秀青年读物一等奖。